# Rio Tubarão
Le rio Tubarão est un fleuve brésilienne du sud-est de l'État de Santa Catarina. Il se jette dans le lagoa Santo Antônio, relié à l'océan Atlantique, après un parcours de 120 km.
Il nait dans la serra Geral, sur le territoire de la municipalité de Lauro Müller et s'écoule vers le sud-est, traversant les municipalités de Orleans, Pedras Grandes, São Ludgero, Tubarão et Capivari de Baixo. Ses principaux affluents sont le rio Laranjeiras, le rio Braço do Norte  et le rio Capivari (tous sur sa rive gauche).
Son bassin hydrographique couvre environ 5 000 km2 répartit sur 18 municipalités du sud de l'État de Santa Catarina.
Le rio Tubarão, tire son nom actuel du mot tubá-nharô (« père féroce »), son nom en tupi-guarani. Il n'a donc rien à voir avec le poisson homonyme, tubarão (« requin » en portugais). Le fleuve a donné son nom à la ville actuelle de Tubarão, qu'il traverse.